# Evil Laugh
Pour plus de détails, voir Fiche technique et Distribution.
Evil Laugh est un film américain réalisé par Dominick Brascia, sorti en 1988.

## Fiche technique
- Titre : Evil Laugh
- Réalisation : Dominick Brascia
- Scénario : Steven Baio et Dominick Brascia
- Production : Steven Baio, Dominick Brascia et Johnny Venocur
- Musique : David Shapiro
- Photographie : Inconnu
- Montage : Inconnu
- Pays d'origine : États-Unis
- Format : Couleurs - 1,33:1 - Stéréo - 35 mm
- Genre : Comédie horrifique
- Durée : 87 minutes
- Date de sortie : mars 1988 (États-Unis)

## Distribution
- Kim McKamy : Connie
- Steven Baio : Johnny
- Tony Griffin : Sammy
- Jody Gibson : Tina
- Jerold Pearson : Barney
- Myles O'Brien : Mark
- Howard Weiss : Mr. Burns
- Karyn O'Bryan : Betty
- Susan Grant : Sadie
- Gary Hays : Jerry
- Hal Shafer : chef Cash
- Johnny Venocur : Freddy
- Tom Shell : le coursier
- Dominick Brascia : Evil Laugher

## Autour du film
- Le tournage eu lieu en 1986.
- Kim McKamy, qui interprète ici le personnage de Connie, est une célèbre actrice de films pornographiques connue sous le nom d'Ashlyn Gere.